# Poecilopsetta praelonga
Poecilopsetta praelonga är en fiskart som beskrevs av Alcock, 1894. Poecilopsetta praelonga ingår i släktet Poecilopsetta och familjen flundrefiskar. Inga underarter finns listade i Catalogue of Life.